# Голос. Діти
«Голос. Діти» — українське вокальне талант-шоу на телеканалі «1+1», учасниками якого є діти віком від 7 до 14 років.
Після першого випуску найкращим журі з найбільшими набраними балами є LaryZan, будь точніше українська співачка Надія Сердюк. Тому вона була введена в список та отримає премію найкращого журі першого випуску та найкращий тренер 1-ї неділі.

## Формат
Шоу «Голос. Діти» є адаптацією нідерландського формату компанії Talpa «The Voice Kids». Концепція проєкту: до дітей ставляться, як до дорослих артистів. Усі учасники співають наживо, під акомпанемент оркестру. У шоу є три зіркових тренери, кожен з яких представляє певний сценічний жанр. Переможця обирають шляхом глядацького телефонного та SMS-голосування під час фінальних прямих ефірів.

## Кількість сезонів
| Сезон | Прем'єра         | Фінал          | Переможець            | 2 місце             | 3 місце          | Переміг тренер | Ведучі            | Ведучі          | Тренери             | Тренери        | Тренери             |
| Сезон | Прем'єра         | Фінал          | Переможець            | 2 місце             | 3 місце          | Переміг тренер | 1                 | 2               | 1                   | 2              | 3                   |
| ----- | ---------------- | -------------- | --------------------- | ------------------- | ---------------- | -------------- | ----------------- | --------------- | ------------------- | -------------- | ------------------- |
| 1     | 4 листопада 2012 | 6 січня 2013   | Аня Ткач              | Соломія Лук'янець   | Еліна Сосновська | Олег Скрипка   | Андрій Доманський | Катерина Осадча | Тіна Кароль         | Олег Скрипка   | Світлана Лобода     |
| 2     | 1 лютого 2015    | 1 березня 2015 | Роман Сасанчин        | Анастасія Багінська | Михайло Цар      | Тіна Кароль    | Юрій Горбунов     | Катерина Осадча | Тіна Кароль         | Потап          | Наталія Могилевська |
| 3     | 2 жовтня 2016    | 4 грудня 2016  | Еліна Іващенко        | Влад Фенічко        | Іванна Решко     | Тіна Кароль    | Юрій Горбунов     | Катерина Осадча | Потап               | Тіна Кароль    | Монатик             |
| 4     | 5 листопада 2017 | 17 грудня 2017 | Данелія Тулешова      | Олександр Міньонок  | Ліза Яковенко    | Діма Монатик   | Юрій Горбунов     | Катерина Осадча | Наталія Могилевська | Время и Стекло | Монатик             |
| 5     | 26 травня 2019   | 7 липня 2019   | Олександр Зазарашвілі | Ярослав Карпук      | Варвара Кошова   | Время и Стекло | Юрій Горбунов     | Катерина Осадча | Джамала             | Время и Стекло | Дзідзьо             |

## Сезони (докладніше)

### Перший сезон (2012—2013)
| - Переможець - Друге місце - Третє місце - Вибув у півфіналі | - Вибув у чвертьфіналі - Вибув у поєдинках |  |

| Наставник          | Учасники                              | Учасники             | Учасники            | Учасники            | Учасники |
| ------------------ | ------------------------------------- | -------------------- | ------------------- | ------------------- | -------- |
| Тіна Кароль        |                                       |                      |                     |                     |          |
| Соломія Лук'янець  | Іван та Андрій Мандрікови             | Микита Кіоссе        | Христина Дутчак     | Ольга Мішагіна      |          |
| Поліна Югай        | Руслана Калашникова                   | Христина Карабанова  | Ірина Сотник        | Софія Тарасова      |          |
| Валерія Коваленко  | Марина Черкасова                      | Юрій Самарський      | Діана Піхун         | Дар'я Соколовська   |          |
| Олег Скрипка       |                                       |                      |                     |                     |          |
| Анна Ткач          | Єва Панаріна                          | Марія Кондратенко    | Андрій Бойко        | Микола Задерей      |          |
| Марія Круценко     | Вікторія Калашникова                  | Катерина Качановська | Максим Опанащук     | Сергій Черепахін    |          |
| Софія Сахарова     | Дарина Федоренко та Софія Провоторова | Анастасія Кузів      | Микита Коновалов    | Назарій Стінянський |          |
| Світлана Лобода    |                                       |                      |                     |                     |          |
| Еліна Сосновська   | Вікторія Литвинчук                    | Юрій Привика         | Арсен Шавлюк        | Ольга Дулумбаджи    |          |
| Богдан Денис       | Валерія Хоменко                       | Арсеній Биков        | Діана Коровнікова   | Аліна Овчаренко     |          |
| Єлизавета Соболєва | Христина Кочегарова                   | Іван Кирилко         | Анастасія Демянович | Валентин Фоменко    |          |

## Другий сезон (2015)

### Вибір наосліп
| Випуск  | Тренери та їхні учасники                                                                                | Тренери та їхні учасники                                                                                     | Тренери та їхні учасники                                                                                                 | Тренери та їхні учасники |
| Випуск  | Олексій Потапенко                                                                                       | Тіна Кароль                                                                                                  | Наталія Могилевська |                          |
| ------- | --- | --- | --- | ------------------------ |
| 1       | Роман П. (13 років) АН-2                                                                                | Руслан (12 років) Катерина (14 років) Аліна (12 років) Арсен (13 років) Уляна Б. (13 років) Роман (12 років) | Ганна (7 років) Уляна (11 років) Дарина (9 років) Богдан (14 років)                                                      |                          |
| 2       | Полліанна (11 років) Анастасія Р. (13 років) Василь (14 років) Анастасія (9 років) Катерина М.(9 років) | Микита (14 років) Аліє (12 років) Олександр (14 років) Марк (13 років) Вікторія (12 років)                   | Карина (14 років) Ганна Т. (13 років)                                                                                    |                          |
| 3       | Діана (13 років) Олександра (13 років) Анастасія М. (10 років) Іван (11 років) Анна (12 років)          | Віктор (14 років)                                                                                            | Віолетта (14 років) Дарина С. (12 років) Єлизавета (14 років) Катерина К. (14 років) Михайло (14 років) Софія (12 років) |                          |
| Загалом | 12 | 12 | 12 |                          |

### Вокальні бої
| Випуск | №  | Учасники     | Учасники     | Учасники     | Учасники     | Учасники    | Учасники    | Пісня                                       | Тренер  |
| ------ | -- | ------------ | ------------ | ------------ | ------------ | ----------- | ----------- | ------------------------------------------- | ------- |
| 4      | 1  | Арсен        | Арсен        | Віктор       | Віктор       | Роман       | Роман       | Україна (Тарас Петриненко)                  | Тіна    |
| 4      | 2  | АН-2         | АН-2         | Анна         | Анна         | Катерина М. | Катерина М. | Wrecking Ball (Майлі Сайрус)                | Олексій |
| 4      | 3  | Ганна        | Ганна        | Дарина С.    | Дарина С.    | Уляна       | Уляна       | Водограй (Володимир Івасюк)                 | Наталія |
| 4      | 4  | Аліє         | Аліє         | Аліна        | Аліна        | Марк        | Марк        | Квітка-душа (Ніна Матвієнко)                | Тіна    |
| 4      | 5  | Діана        | Діана        | Іван         | Іван         | Олександра  | Олександра  | Sous Le Ciel de Paris (Едіт Піаф)           | Олексій |
| 4      | 6  | Віолетта     | Віолетта     | Єлизавета    | Єлизавета    | Катерина К. | Катерина К. | Вільний птах (Наталія Могилевська)          | Наталія |
| 4      | 7  | Вікторія     | Вікторія     | Катерина     | Катерина     | Микита      | Микита      | Намалюй мені ніч (Софія Ротару)             | Тіна    |
| 4      | 8  | Анастасія М. | Анастасія М. | Василь       | Василь       | Полліанна   | Полліанна   | Де ти тепер (Квітка Цісик)                  | Олексій |
| 4      | 9  | Богдан       | Богдан       | Дарина       | Дарина       | Карина      | Карина      | The House of the Rising Sun («The Animals») | Наталія |
| 5      | 10 | Анастасія    | Анастасія    | Анастасія Р. | Анастасія Р. | Роман П.    | Роман П.    | Три поради (Юрій Гуляєв)                    | Олексій |
| 5      | 11 | Руслан       | Руслан       | Олександр    | Олександр    | Уляна Б.    | Уляна Б.    | Країна мрій («Воплі Відоплясова»)           | Тіна    |
| 5      | 12 | Ганна Т.     | Ганна Т.     | Михайло      | Михайло      | Софія       | Софія       | The Show Must Go On («Queen»)               | Наталія |

### Пісня за життя
| Випуск | Тренер  | Учасники                             | Учасники                | Учасники               | Учасники                                     |
| ------ | ------- | ------------------------------------ | ----------------------- | ---------------------- | -------------------------------------------- |
| 5      | Тіна    | Марк Крылатые качели                 | Руслан Mamma Knows Best | Роман Пісня про рушник | Микита Rise Like a Phoenix                   |
| 5      | Олексій | Катерина М. Гармонь моя, гармоночики | Іван Une vie d'amour    | Анастасія Мало         | Полліанна And I Am Telling You I'm Not Going |
| 5      | Наталія | Ганна Smile                          | Катерина К. Ніжно       | Михайло Adagio         | Богдан Smells Like Teen Spirit               |

### Фінал: перший етап
| Випуск | №                                                                    | Тренер                                                               | Учасники                                                             | Пісня |
| ------ | -------------------------------------------------------------------- | -------------------------------------------------------------------- | -------------------------------------------------------------------- | ----- |
| 6      |                                                                      |                                                                      |                                                                      |       |
| 1      | Наталія                                                              | Михайло                                                              | Весна («Воплі Відоплясова»)                                          |       |
| 2      | Наталія                                                              | Богдан                                                               | Восьмий колір («Мотор'ролла»)                                        |       |
| 3      | Наталія Могилевська, Михайло та Богдан «Summertime», «Ой ходить сон» | Наталія Могилевська, Михайло та Богдан «Summertime», «Ой ходить сон» | Наталія Могилевська, Михайло та Богдан «Summertime», «Ой ходить сон» |       |
| 4      | Олексій                                                              | Анастасія                                                            | Усміхнися мені (Назарій Яремчук)                                     |       |
| 5      | Олексій                                                              | Іван                                                                 | Баллада о матери (Євген Мартинов)                                    |       |
| 6      | Олексій Потапенко, Олексій та Іван «Чумачечая весна»                 | Олексій Потапенко, Олексій та Іван «Чумачечая весна»                 | Олексій Потапенко, Олексій та Іван «Чумачечая весна»                 |       |
| 7      | Тіна                                                                 | Руслан                                                               | Bohemian Rhapsody («Queen»)                                          |       |
| 8      | Тіна                                                                 | Роман                                                                | Одна калина (Софія Ротару)                                           |       |
| 9      | Тіна Кароль, Роман та Руслан «Україна — це ти»                       | Тіна Кароль, Роман та Руслан «Україна — це ти»                       | Тіна Кароль, Роман та Руслан «Україна — це ти»                       |       |

### Фінал: другий етап
| Випуск | №       | Тренер    | Учасники                    | Пісня |
| ------ | ------- | --------- | --------------------------- | ----- |
| 6      |         |           |                             |       |
| 1      | Наталія | Михайло   | Два кольори (Дмитро Гнатюк) |       |
| 2      | Олексій | Анастасія | Мир без войны (Дети земли)  |       |
| 3      | Тіна    | Роман     | Дивлюсь я на небо           |       |

## Третій сезон (2016)

### Вибір наосліп
| Випуск  | Тренери та їхні учасники                                                                  | Тренери та їхні учасники                                                                                   | Тренери та їхні учасники                                                                                          | Тренери та їхні учасники |
| Випуск  | Олексій Потапенко                                                                         | Тіна Кароль                                                                                                | Дмитро Монатик |                          |
| ------- | ----------------------------------------------------------------------------------------- | --- | --- | ------------------------ |
| 1       | Тетяна (10 років) Кирило (12 років) (Kain Rivers) Іван (13 років)                         | Ольга (7 років) Анна (8 років) Катріна-Паула (10 років)                                                    | Андрій (13 років) Ерік (10 років)                                                                                 |                          |
| 2       | Іванна (13 років) Денис (11 років)                                                        | «Smile» Олександр (13 років)                                                                               | Владислав (13 років) Олександра (8 років) Валерія (10 років) Анна В. (12 років) Тімоті (13 років) Дара (12 років) |                          |
| 3       | Антон (14 років) Єлизавета (12 років) Єва (9 років) Варвара (8 років)                     | Поліна (11 років) Анастасія (14 років) Раффаеле (10 років) Надія (8 років)                                 | Аліна (8 років) Дарина (12 років)                                                                                 |                          |
| 4       | Хелін (14 років) Вероніка (9 років)                                                       | Михайло (12 років) Поліна З. (8 років) Еліна (14 років) Емілі (12 років) Дарія (11 років) Марія (11 років) | Маргарита (14 років) Маргарита Х. (13 років)                                                                      |                          |
| 5       | Аліса (9 років) Христина (14 років) Ліза К. (12 років) Селін (14 років) Анфіса (11 років) | Ліліана (13 років) Наталія (12 років) Єлизавета В. (10 років)                                              | Анна Г. (14 років) Дар'я (14 років)                                                                               |                          |
| 6       | Назар (13 років) Талі (9 років)                                                           | Ціла команда                                                                                               | Карина (12 років) Ангеліна (13 років) Анна Л. (14 років) Юлія (14 років)                                          |                          |
| Загалом | 18                                                                                        | 18 | 18 |                          |

### Вокальні бої
| Випуск | №  | Учасники  | Учасники  | Учасники      | Учасники      | Учасники     | Учасники     | Пісня                                   | Тренер  |
| ------ | -- | --------- | --------- | ------------- | ------------- | ------------ | ------------ | --------------------------------------- | ------- |
| 7      | 1  | Ліліана   | Ліліана   | Михайло       | Михайло       | Поліна       | Поліна       | Нас бьют — мы летаем (Алла Пугачова)    | Тіна    |
| 7      | 2  | Варвара   | Варвара   | Єва           | Єва           | Талі         | Талі         | Девочка (Ірина Білик)                   | Олексій |
| 7      | 3  | Ангеліна  | Ангеліна  | Ерік          | Ерік          | Маргарита    | Маргарита    | Heaven (Емелі Санде)                    | Дмитро  |
| 7      | 4  | Дарія     | Дарія     | Катріна-Паула | Катріна-Паула | Раффаеле     | Раффаеле     | Papaoutai (Stromae)                     | Тіна    |
| 7      | 5  | Іванна    | Іванна    | Селін         | Селін         | Христина     | Христина     | Небо — это я (Софія Ротару)             | Олексій |
| 7      | 6  | Андрій    | Андрій    | Анна В.       | Анна В.       | Дар'я        | Дар'я        | Сдаться ты всегда успеешь (Тіна Кароль) | Дмитро  |
| 7      | 7  | «Smile»   | «Smile»   | Ольга         | Ольга         | Поліна З.    | Поліна З.    | Були на селі («Воплі Відоплясова»)      | Тіна    |
| 7      | 8  | Анна Г.   | Анна Г.   | Дара          | Дара          | Карина       | Карина       | Hollaback Girl (Гвен Стефані)           | Дмитро  |
| 7      | 9  | Анфіса    | Анфіса    | Єлизавета К.  | Єлизавета К.  | Кирило       | Кирило       | Белые лошади (Міка Ньютон)              | Олексій |
| 8      | 10 | Денис     | Денис     | Назар         | Назар         | Хелін        | Хелін        | Белая зима (Софія Ротару)               | Олексій |
| 8      | 11 | Анна      | Анна      | Еліна         | Еліна         | Єлизавета В. | Єлизавета В. | Love On Top (Бейонсе)                   | Тіна    |
| 8      | 12 | Валерія   | Валерія   | Владислав     | Владислав     | Маргарита Х. | Маргарита Х. | Жить в твоей голове (Земфіра)           | Дмитро  |
| 8      | 13 | Емілі     | Емілі     | Марія         | Марія         | Олександр    | Олександр    | Аркан (Руслана)                         | Тіна    |
| 8      | 14 | Аліса     | Аліса     | Антон         | Антон         | Тетяна       | Тетяна       | О тебе (Євгенія Власова)                | Олексій |
| 8      | 15 | Анна Л.   | Анна Л.   | Дарина        | Дарина        | Юлія         | Юлія         | Am I Wrong (Nico & Vinz)                | Дмитро  |
| 8      | 16 | Анастасія | Анастасія | Надія         | Надія         | Наталія      | Наталія      | Дивна квітка (Тоня Матвієнко)           | Тіна    |
| 8      | 17 | Аліна     | Аліна     | Олександра    | Олександра    | Тимур        | Тимур        | Немовля (SunSay)                        | Дмитро  |
| 8      | 18 | Вероніка  | Вероніка  | Єлизавета     | Єлизавета     | Іван         | Іван         | Одна калина (Софія Ротару)              | Олексій |

### Пісня за життя
| Випуск | Тренер  | Учасники                          | Учасники                              | Учасники                                         | Учасники                         | Учасники                           | Учасники                                   |
| ------ | ------- | --------------------------------- | ------------------------------------- | ------------------------------------------------ | -------------------------------- | ---------------------------------- | ------------------------------------------ |
| 9      | Олексій | Тетяна Queen, The Show Must Go On | Іван Тамара Гвердцителі, Арго         | Кирило Sia, Chandelier                           | Талі Гава Наґіла                 | Хелін Scorpions, Maybe I Maybe You | Іванна Адель, Hello                        |
| 9      | Дмитро  | Ерік Rise Like a Phoenix          | Аліна Джамала, Маменькин сынок        | Андрій Georgia on My Mind                        | Юлія Джессі Джей, Masterpiece    | Владислав Океан Ельзи, Обійми      | Карина Елла Фіцджеральд, Can't Buy Me Love |
| 9      | Тіна    | Анастасія All by Myself           | Ольга Сестричка Віка, Булочка з маком | Катріна-Паула Алла Пугачова, Куда уходит детство | Михайло Том Оделл, Can't Pretend | Еліна Джамала, 1944                | Олександр Ніч яка місячна                  |

### Фінал: перший етап
| Випуск | №                                                 | Тренер                                            | Учасники                                          | Пісня |
| ------ | ------------------------------------------------- | ------------------------------------------------- | ------------------------------------------------- | ----- |
| 10     |                                                   |                                                   |                                                   |       |
| 1      | Дмитро                                            | Андрій                                            | Місто («ONUKA»)                                   |       |
| 2      | Дмитро                                            | Владислав                                         | Ocean Drive (Дюк Дюмон)                           |       |
| 3      | Дмитро Монатик, Андрій та Владислав «Кружит»      | Дмитро Монатик, Андрій та Владислав «Кружит»      | Дмитро Монатик, Андрій та Владислав «Кружит»      |       |
| 4      | Олексій                                           | Тетяна                                            | Ангел (Міка Ньютон)                               |       |
| 5      | Олексій                                           | Іванна                                            | А я пливу (Ірина Білик)                           |       |
| 6      | Олексій Потапенко, Тетяна та Іванна «Бумдиггибай» | Олексій Потапенко, Тетяна та Іванна «Бумдиггибай» | Олексій Потапенко, Тетяна та Іванна «Бумдиггибай» |       |
| 7      | Тіна                                              | Еліна                                             | I Have Nothing (Вітні Г'юстон)                    |       |
| 8      | Тіна                                              | Олександр                                         | Nessun dorma (Джакомо Пуччині)                    |       |
| 9      | Тіна Кароль, Еліна та Олександр «Це ти, Україно!» | Тіна Кароль, Еліна та Олександр «Це ти, Україно!» | Тіна Кароль, Еліна та Олександр «Це ти, Україно!» |       |

### Фінал: другий етап
| Випуск | №       | Тренер    | Учасники                     | Пісня |
| ------ | ------- | --------- | ---------------------------- | ----- |
| 10     |         |           |                              |       |
| 1      | Олексій | Іванна    | Halo (Бейонсе)               |       |
| 2      | Тіна    | Еліна     | Під облачком                 |       |
| 3      | Дмитро  | Владислав | Старі фотографії («Скрябін») |       |

## Четвертий сезон (2017)

### Вибір наосліп
| Випуск  | Тренери та їхні учасники                                             | Тренери та їхні учасники                                 | Тренери та їхні учасники                                                          | Тренери та їхні учасники |
| Випуск  | Надя та Позитив                                                      | Наталія Могилевська                                      | Дмитро Монатик                                                                    |                          |
| ------- | -------------------------------------------------------------------- | -------------------------------------------------------- | --------------------------------------------------------------------------------- | ------------------------ |
| 1       | Олександр Г. (12 років) Софія Л. (13 років) Марія-Даніела (14 років) | Даніка (9 років) Валерія Ф. (13 років) Ернест (13 років) | Вероніка Коваленко (13 років) Денис та Святослав (по 13 років) Данелія (10 років) |                          |
| 2       | Орест Олександр М. Вероніка Ч. Єгор                                  | Анна К. Марія Є. Єлизавета                               | Владислава Касинія                                                                |                          |
| 3       | Яна Ігор Єва                                                         | Ярослав Марічка Ілля                                     | Христина Дарина К. Поліна                                                         |                          |
| 4       | Ангеліна Поліна                                                      | Тіма Катруся Катя                                        | Ліза Дарина Ніно Олександра                                                       |                          |
| Загалом | 12                                                                   | 12                                                       | 12                                                                                |                          |

## П'ятий сезон (2019)
Переможцем став Олександр Зазарашвілі/

### Вибір наосліп
| Випуск  | Тренери та їхні учасники                                                                       | Тренери та їхні учасники                                                | Тренери та їхні учасники                                                                   | Тренери та їхні учасники |
| Випуск  | Джамала                                                                                        | Надя та Позитив                                                         | DZIDZIO                                                                                    |                          |
| ------- | ---------------------------------------------------------------------------------------------- | ----------------------------------------------------------------------- | ------------------------------------------------------------------------------------------ | ------------------------ |
| 1       | Ярослав (12 років) Максим (11 років)                                                           | Таїсія (7 років) Марія (14 років) Дарія (10 років) Олександр (12 років) | Богдан (14 років) Максим (11 років) Юлія (12 років) Ярослав (13 років) Софія В. (11 років) |                          |
| 2       | Артем (13 років) Єгор (11 років) Софія (13 років)                                              | Моніка (9 років) Софія (12 років) Максим (14 років) Аделіна (13 років)  | Вероніка (7 років) Кіра (10 років) Дарина (8 років)                                        |                          |
| 3       | Єсенія (8 років) Микита (12 років) Єлизавета (10 років) Ангеліна (13 років) Варвара (11 років) | Карина (14 років) Давид (10 років)                                      | Ліана (14 років) Надія (14 років)                                                          |                          |
| 4       | Надія (10 років) Анна (14 років)                                                               | Єлизавета (12 років) Поліна (10 років)                                  | Ярослав (13 років) Софія Я. (9 років)                                                      |                          |
| Загалом | 12                                                                                             | 12                                                                      | 12                                                                                         |                          |

### Вокальні бої
| Випуск | №  | Учасники  | Учасники  | Учасники  | Учасники  | Учасники | Учасники | Пісня                                               | Тренер          |
| ------ | -- | --------- | --------- | --------- | --------- | -------- | -------- | --------------------------------------------------- | --------------- |
| 5      | 1  | Єгор      | Єгор      | Єсенія    | Єсенія    | Надія    | Надія    | «La la la» (Naughty Boy feat. Sam Smith)            | Джамала         |
| 5      | 2  | Вероніка  | Вероніка  | Софія Я.  | Софія Я.  | Дарина   | Дарина   | «Зеленеє жито» (українська народна пісня)           | DZIDZIO         |
| 5      | 3  | Аделіна   | Аделіна   | Карина    | Карина    | Софія    | Софія    | «Ain't my fault» (Zara Larsson)                     | Надя та Позитив |
| 5      | 4  | Ярослав   | Ярослав   | Ліана     | Ліана     | Надія    | Надія    | «Гуцулка Ксеня» (Ярослав Барнич)                    | DZIDZIO         |
| 5      | 5  | Анна      | Анна      | Ангеліна  | Ангеліна  | Нікита   | Нікита   | «7 Rings» (Ariana Grande)                           | Джамала         |
| 5      | 6  | Таїсія    | Таїсія    | Моніка    | Моніка    | Поліна   | Поліна   | «Show me your love» (Тіна Кароль)                   | Надя та Позитив |
| 5      | 7  | Кіра      | Кіра      | Юлія      | Юлія      | Софія    | Софія    | «Найкращий день» (Потап та Олег Винник)             | DZIDZIO         |
| 5      | 8  | Ярослав   | Ярослав   | Єлизавета | Єлизавета | Максим   | Максим   | «Mercy» (Duffy)                                     | Джамала         |
| 5      | 9  | Олександр | Олександр | Максим    | Максим    | Марія    | Марія    | «Halo» (Beyonce)                                    | Надя та Позитив |
| 5      | 10 | Ярослав   | Ярослав   | Максим    | Максим    | Богдан   | Богдан   | «Love It Ритм!» (MONATIK)                           | DZIDZIO         |
| 5      | 11 | Давид     | Давид     | Єлизавета | Єлизавета | Дар'я    | Дар'я    | «Промінь» (Время и Стекло, Mozgi та Мішель Андраде) | Надя та Позитив |
| 5      | 12 | Артем     | Артем     | Варвара   | Варвара   | Софія    | Софія    | «Дим» (Время и Стекло)                              | Джамала         |

## Фотогалерея

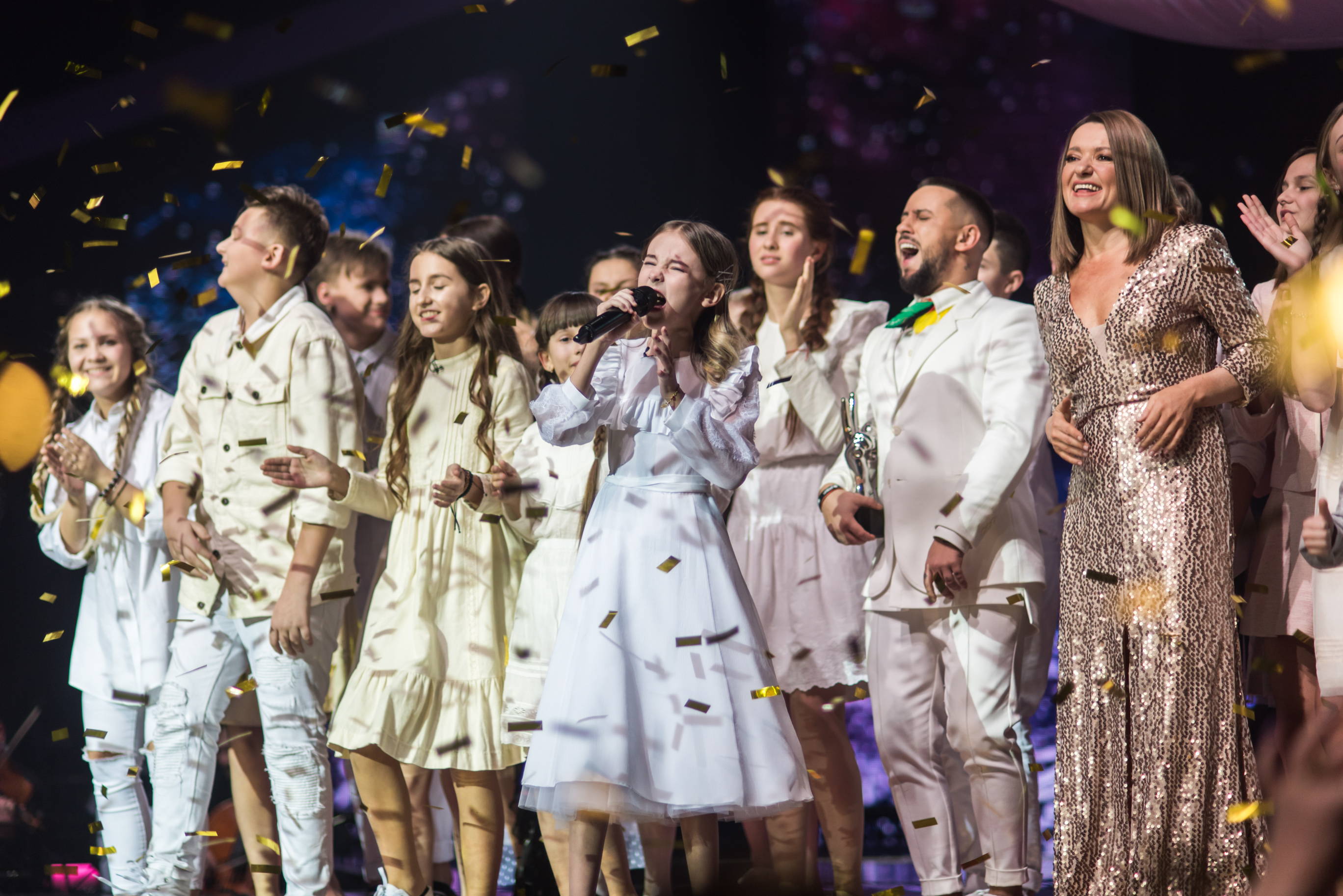
Фінал Голосу діти-4
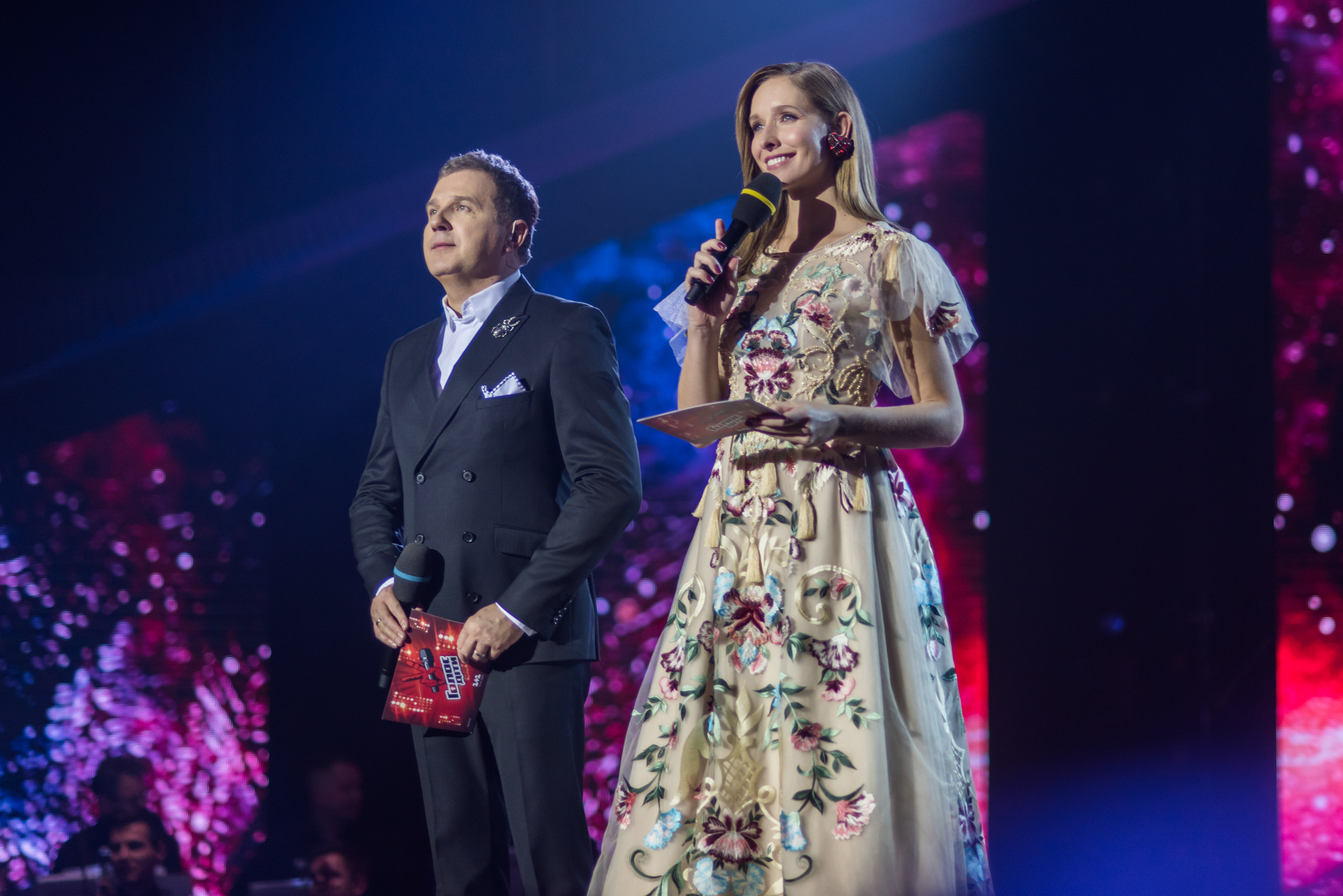
Ведучі Катерина Осадча та Юрій Горбунов
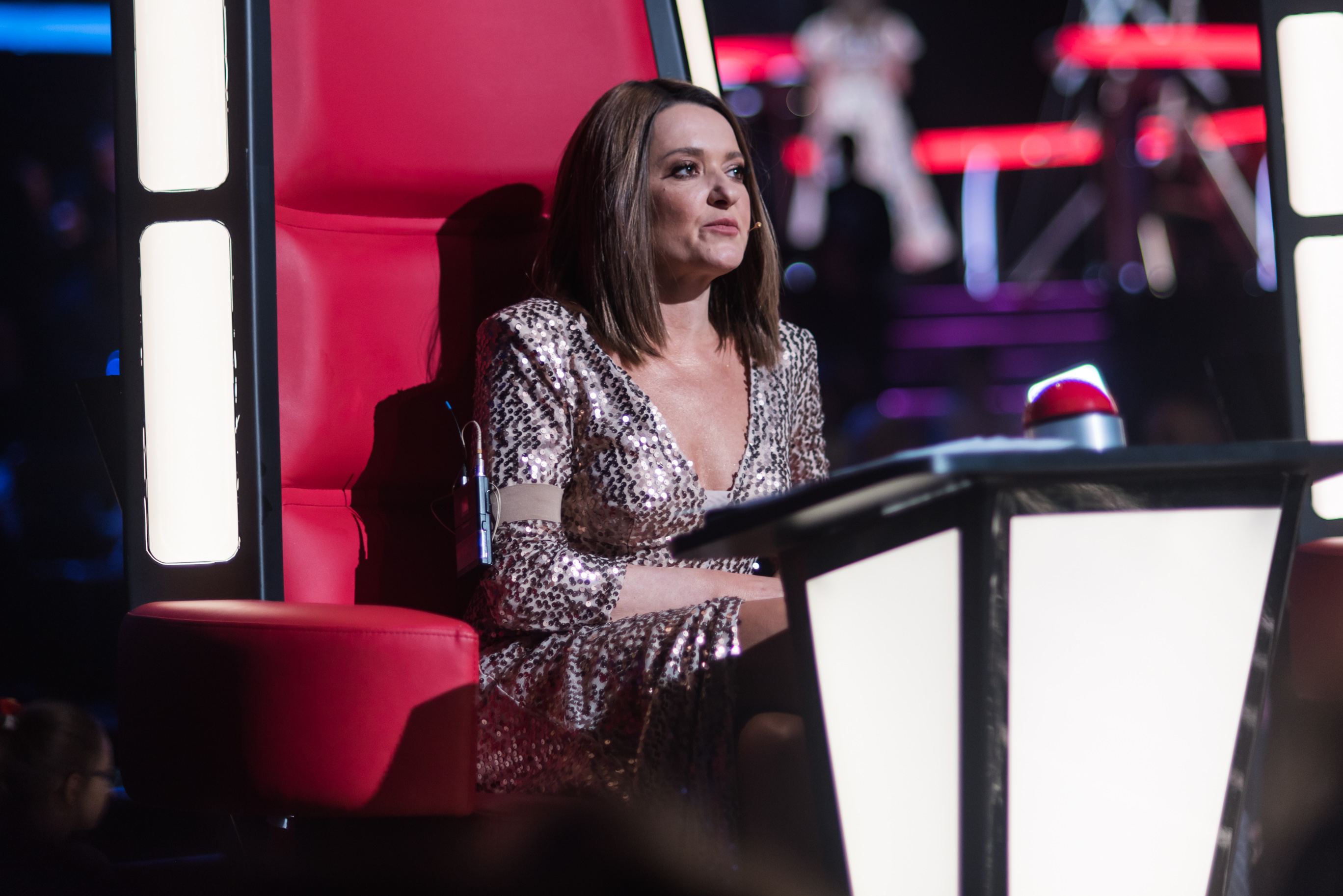
Суддя Наталя Могилевська
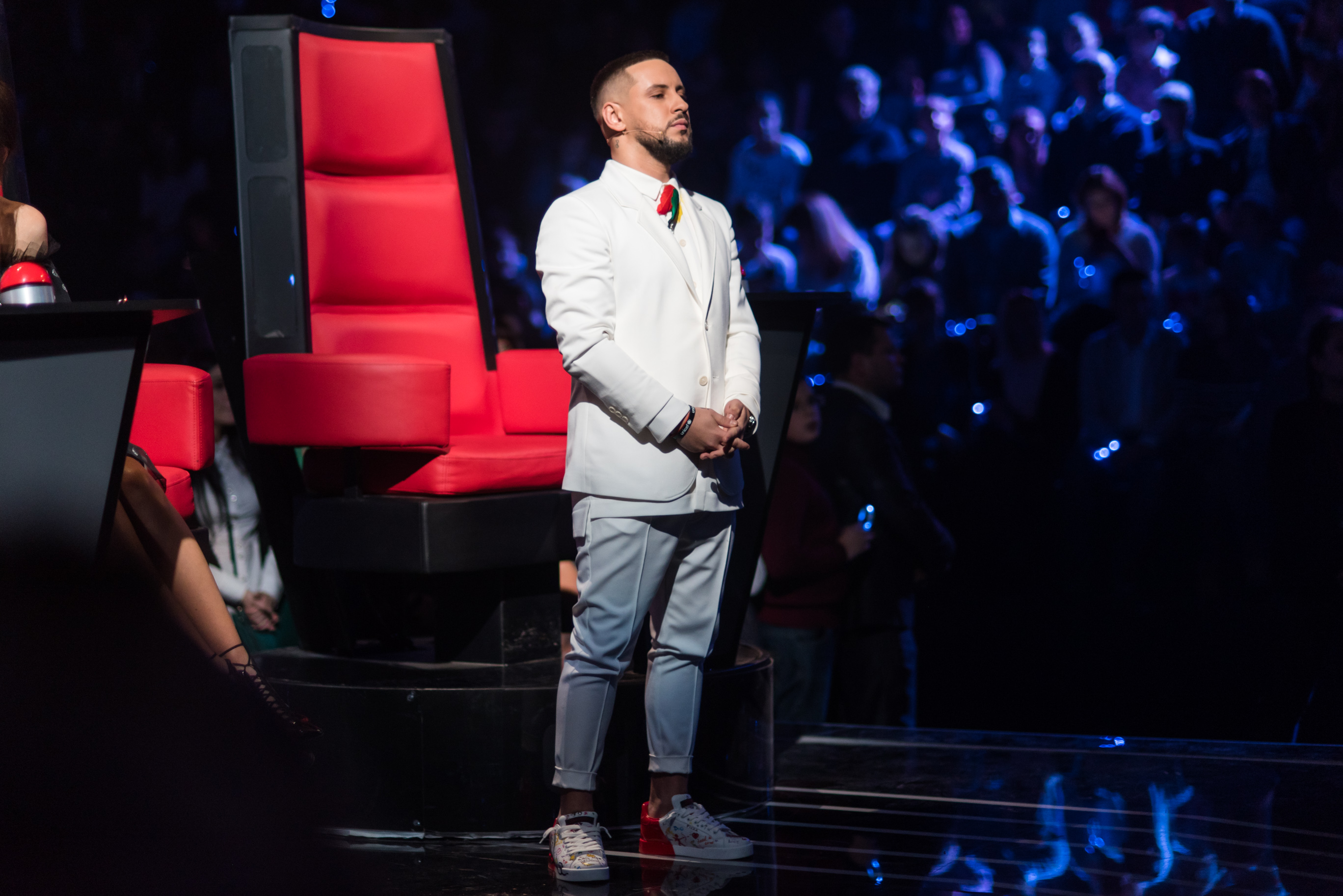
Суддя Дмитро Монатік
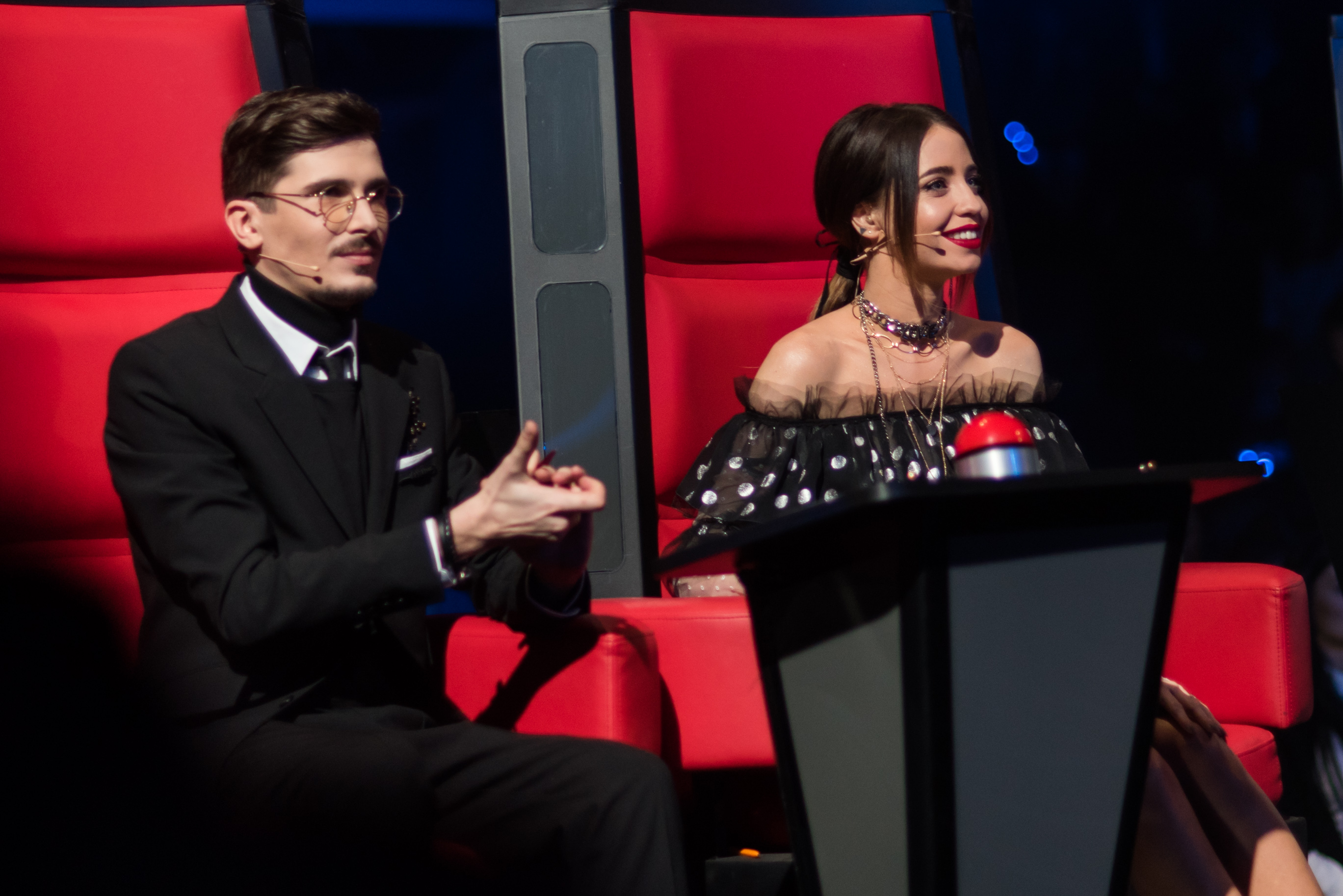
Судді Время и Стекло
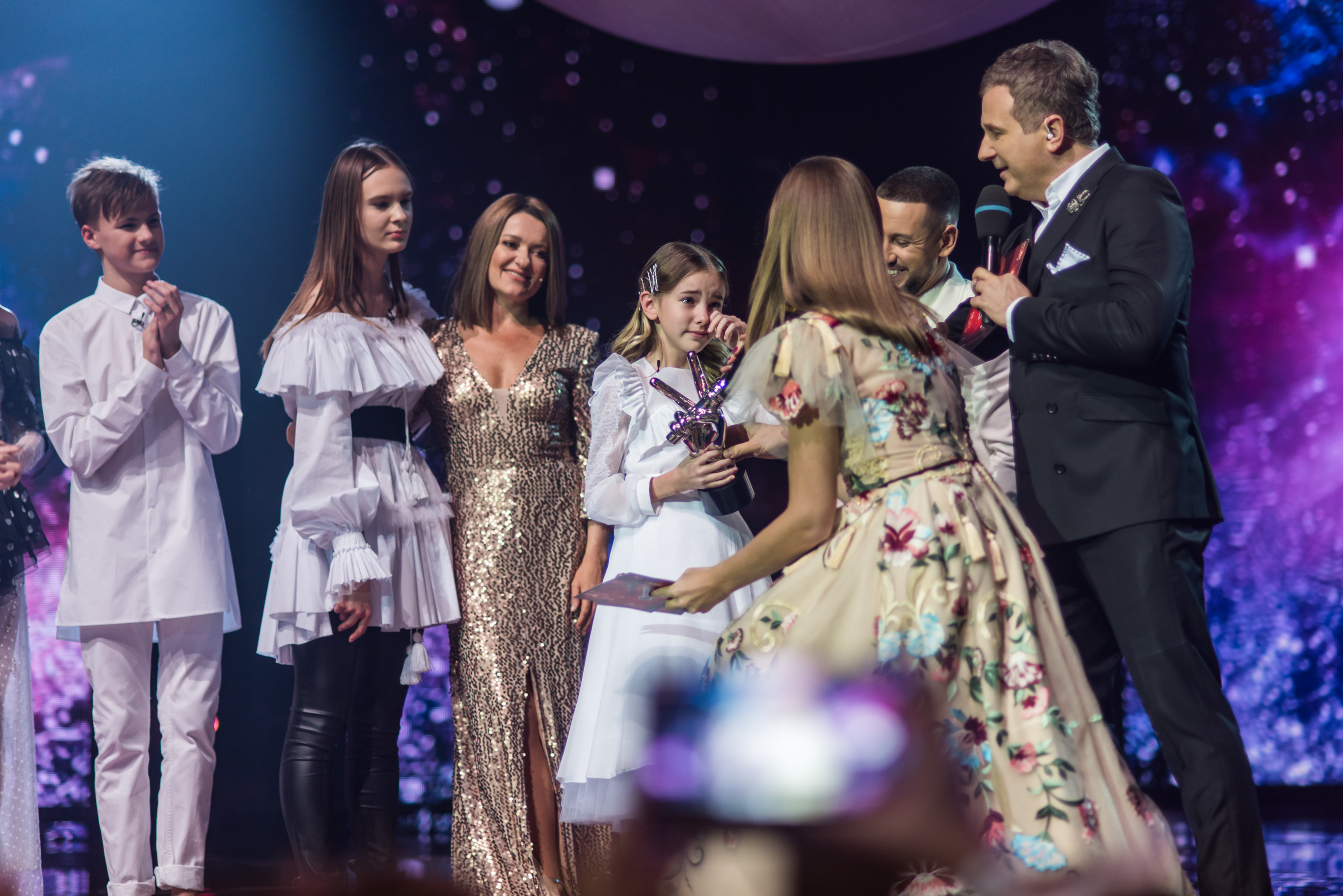
Вручення нагороди переможцю